# Norvegia ai Giochi olimpici
La Norvegia ha partecipato ai Giochi olimpici per la prima volta nel 1900, e da allora non è stata presente solo nel 1904 e nel 1980, quando aderì al boicottaggio proclamato dagli Stati Uniti. Ha ospitato due volte i Giochi olimpici invernali, nel 1952 a Oslo e nel 1994 a Lillehammer.
I suoi atleti hanno vinto complessivamente 160 medaglie ai Giochi estivi e 405 ai Giochi invernali, dove la Norvegia è al primo posto nel medagliere per nazioni.
Il Comitato Olimpico Norvegese è stato fondato e riconosciuto dal CIO nel 1900.

## Medaglieri

### Medaglie ai Giochi olimpici estivi
| Giochi                 | Oro              | Argento          | Bronzo           | Totale           |
| ---------------------- | ---------------- | ---------------- | ---------------- | ---------------- |
| Parigi 1900            | 0                | 2                | 3                | 5                |
| St. Louis 1904         | non partecipante | non partecipante | non partecipante | non partecipante |
| Londra 1908            | 2                | 3                | 3                | 8                |
| Stoccolma 1912         | 4                | 1                | 4                | 9                |
| Anversa 1920           | 13               | 9                | 9                | 31               |
| Parigi 1924            | 5                | 2                | 3                | 10               |
| Amsterdam 1928         | 1                | 2                | 1                | 4                |
| Los Angeles 1932       | 0                | 0                | 0                | 0                |
| Berlino 1936           | 1                | 3                | 2                | 6                |
| Londra 1948            | 1                | 3                | 3                | 7                |
| Helsinki 1952          | 3                | 2                | 0                | 5                |
| Melbourne 1956         | 1                | 0                | 2                | 3                |
| Roma 1960              | 1                | 0                | 0                | 1                |
| Tokyo 1964             | 0                | 0                | 0                | 0                |
| Città del Messico 1968 | 1                | 1                | 0                | 2                |
| Monaco 1972            | 2                | 1                | 1                | 4                |
| Montreal 1976          | 1                | 1                | 0                | 2                |
| Mosca 1980             | non partecipante | non partecipante | non partecipante | non partecipante |
| Los Angeles 1984       | 0                | 1                | 2                | 3                |
| Seoul 1988             | 2                | 3                | 0                | 5                |
| Barcellona 1992        | 2                | 4                | 1                | 7                |
| Atlanta 1996           | 2                | 2                | 3                | 7                |
| Sydney 2000            | 4                | 3                | 3                | 10               |
| Atene 2004             | 5                | 0                | 1                | 6                |
| Pechino 2008           | 3                | 5                | 1                | 9                |
| Londra 2012            | 2                | 1                | 1                | 4                |
| Rio de Janeiro 2016    | 0                | 0                | 4                | 4                |
| Tokyo 2020             | 4                | 2                | 2                | 8                |
| Parigi 2024            | 4                | 1                | 3                | 8                |
| Totale                 | 65               | 53               | 53               | 171              |

### Medaglie ai Giochi olimpici invernali
| Giochi                               | Oro | Argento | Bronzo | Totale |
| ------------------------------------ | --- | ------- | ------ | ------ |
| 1924 Chamonix                        | 4   | 7       | 6      | 17     |
| 1928 St. Moritz                      | 6   | 4       | 5      | 15     |
| 1932 Lake Placid                     | 3   | 4       | 3      | 10     |
| 1936 Garmisch-Partenkirchen          | 7   | 5       | 3      | 15     |
| 1948 St. Moritz                      | 4   | 3       | 3      | 10     |
| 1952 Oslo (nazione ospitante)        | 7   | 3       | 6      | 16     |
| 1956 Cortina d'Ampezzo               | 2   | 1       | 1      | 4      |
| 1960 Squaw Valley                    | 3   | 3       | 0      | 6      |
| 1964 Innsbruck                       | 3   | 6       | 6      | 15     |
| 1968 Grenoble                        | 6   | 6       | 2      | 14     |
| 1972 Sapporo                         | 2   | 5       | 5      | 12     |
| 1976 Innsbruck                       | 3   | 3       | 1      | 7      |
| 1980 Lake Placid                     | 1   | 3       | 6      | 10     |
| 1984 Sarajevo                        | 3   | 2       | 4      | 9      |
| 1988 Calgary                         | 0   | 3       | 2      | 5      |
| 1992 Albertville                     | 9   | 6       | 5      | 24     |
| 1994 Lillehammer (nazione ospitante) | 10  | 11      | 5      | 26     |
| 1998 Nagano                          | 10  | 10      | 5      | 25     |
| 2002 Salt Lake City                  | 13  | 5       | 7      | 25     |
| 2006 Torino                          | 2   | 8       | 9      | 19     |
| 2010 Vancouver                       | 9   | 8       | 6      | 23     |
| 2014 Soči                            | 11  | 5       | 10     | 26     |
| 2018 Pyeongchang                     | 14  | 14      | 11     | 39     |
| 2022 Pechino                         | 16  | 8       | 13     | 37     |
| Totale                               | 148 | 133     | 124    | 405    |

## Medagliere per sport

### Sport estivi
| Sport             | Oro | Argento | Bronzo | Totale |
| ----------------- | --- | ------- | ------ | ------ |
| Vela              | 17  | 11      | 5      | 33     |
| Tiro              | 13  | 8       | 11     | 32     |
| Atletica leggera  | 10  | 8       | 8      | 26     |
| Canoa/kayak       | 6   | 4       | 4      | 14     |
| Canottaggio       | 3   | 7       | 7      | 17     |
| Lotta             | 4   | 2       | 3      | 9      |
| Ginnastica        | 1   | 2       | 1      | 4      |
| Ciclismo          | 2   | 0       | 2      | 4      |
| Pallamano         | 3   | 2       | 3      | 8      |
| Pugilato          | 1   | 2       | 2      | 5      |
| Calcio            | 1   | 0       | 2      | 3      |
| Beach volley      | 1   | 0       | 1      | 2      |
| Sollevamento pesi | 2   | 0       | 0      | 2      |
| Triathlon         | 1   | 0       | 0      | 1      |
| Taekwondo         | 0   | 2       | 0      | 2      |
| Nuoto             | 0   | 1       | 1      | 2      |
| Equitazione       | 0   | 1       | 0      | 1      |
| Scherma           | 0   | 1       | 0      | 1      |
| Tennis            | 0   | 0       | 1      | 1      |
| Totale*           | 65  | 51      | 52     | 168    |

### Sport invernali
| Sport                   | Oro | Argento | Bronzo | Totale |
| ----------------------- | --- | ------- | ------ | ------ |
| Sci di fondo            | 52  | 43      | 34     | 129    |
| Pattinaggio di velocità | 28  | 29      | 30     | 87     |
| Biathlon                | 22  | 17      | 16     | 55     |
| Combinata nordica       | 15  | 12      | 8      | 35     |
| Salto con gli sci       | 12  | 10      | 14     | 36     |
| Sci alpino              | 11  | 14      | 15     | 40     |
| Freestyle               | 4   | 2       | 4      | 10     |
| Pattinaggio artistico   | 3   | 2       | 1      | 6      |
| Curling                 | 1   | 2       | 2      | 5      |
| Snowboard               | 0   | 4       | 1      | 5      |
| Totale*                 | 148 | 135     | 125    | 408    |

* Il numero totale di medaglie include 2 argenti e 1 bronzo assegnati 
nel pattinaggio artistico alle olimpiadi di Anversa 1920. Queste sono state assegnate nel corso di un'edizione delle olimpiadi estive ma sono conteggiate tra gli sport invernali.